# Paul Dana
Paul Dana, född 15 april 1975 i Saint Louis, Missouri, död 26 mars 2006 i Miami, Florida, var en amerikansk racerförare i Indy Racing League.
Dana körde i IRL 2006 för Rahal Letterman Lanigan Racing. Under pågående träning inför det första loppet på säsongen på Homestead-Miami Speedway kolliderade han med Ed Carpenter, som fått punktering i hög fart och spunnit på banan. Dana omkom av skadorna han ådrog sig medan Carpenter klarade sig.
Utöver karriären som racerförare var Dana verksam som motorsportjournalist. Han skrev för Autoweek, Sports Illustrated och Maxim.